# Whippomorpha
Whippomorpha (hay Cetancodonta) là một tên gọi kỳ dị để chỉ nhánh chứa Cetacea (cá voi, cá heo v.v.) và các họ hàng gần gũi nhất của chúng, các loài hà mã của họ Hippopotamidae. Như thế nó là phân nhóm của Cetartiodactyla, trong đó bao gồm cả lợn và động vật nhai lại. Người ta vẫn chưa rõ cá voi và hà mã chia sẻ cùng một tổ tiên chung gần đây như thế nào, mặc dù chứng cứ di truyền học là khá mạnh chỉ ra rằng Cetacea đã phát sinh từ trong Artiodactyla, điều này làm cho phân loại động vật guốc chẵn trở thành dạng phân loại chỉ theo ngoại hình.